# Райскофель
Райскофель (нем. Reißkofel) — гора в Австрии. Пик расположен в Гайльтальских Альпах, горной цепи Южных Известняковых Альп. Самая высокая вершина одноимённой горной группы (2371 м).

## География
Крутой массив Райскофель в основном состоит из кораллового известняка и доломита. Это доминирующий пик, имеющий относительную высоту ок. 1390 м, поскольку расположен среди гораздо более низких пиков. Находится между долиной реки Драва на севере, недалеко от Грайфенбурга, и долиной Гайля на юге, в которой он доминирует, возвышаясь над окружающими долинами примерно на 1700 м. Гора является кульминационной точкой длинного хребта, крутая и скалистая на северных и южных склонах. Северный склон очень крутой, имеет многочисленные скальные отроги, которые тянутся на расстояние до 2 км от главного гребня и до 1 200 м ниже по направлению долины Дравы. Южная сторона, обращенная к Гайлю чуть менее крутая. Сильное землетрясение зимой 1348 года вызвало большой оползень на южном склоне — точно так же, как у горы Добрач. Следы оползня все еще можно увидеть в долине Гайля.

## Альпинизм
Первое восхождение было совершено в 1848 году Иоганном Фестином фон Вальдом.
Близ вершины расположен Комптонхютт (Comptonhütte), дом австрийского альпийского клуба секции OAV на северном фланге Гайльтальских Альп, к северу от Райскофеля. Он находится на Шёнбодене на высоте 1585 м над уровнем моря. Включает около 20 коек. Назван в честь немецко-английского художника и альпиниста Эдварда Теодора Комптона.